# Habitatge al carrer Victòria, 13 (Cervera)
Habitatge al carrer Victòria, 13 és una obra de Cervera (Segarra) protegida com a Bé Cultural d'Interès Local.

## Descripció
Edifici entre mitgeres, situat a les proximitats de l'estació de tren de Cervera, al nord del municipi. L'habitatge es desenvolupa en planta baixa i tres pisos, amb una composició de tres eixos vertical. A la planta baixa, a part de la porta d'accés a l'habitatge i una altra destinada a garatge, hi ha una altra obertura, delimitada amb pilastres de pedra amb capitell senzill, que dona accés a una mena de pati interior, de manera que la casa fa la funció de pas cobert cap a aquest espai posterior. Els tres pisos estan definits per un aparell de pedra amb els carreus rejuntats amb argamassa, i per tres obertures a cada planta, protegides per sengles balcons i amb un emmarcament senzill. Al primer nivell, hi ha tres balcons d'ampit i, a la resta de pisos en canvi, són balcons de dibuix. La coberta de l'edifici és a dues aigües amb el carener paral·lel a la façana principal.